# Dany Laurent
Pour les articles homonymes, voir Laurent.
Dany Laurent, pseudonyme de Danièle Sibre, née le 2 juin 1942 à Belfort est une comédienne et auteure française de livres et de pièces de théâtre.

## Biographie
Sa carrière d'auteur a commencé avec des contes pour enfants :
- Le Blaireau à lunettes Éditions Flammarion, en 1989[1]. Ouvrage traduit en allemand, italien[2], coréen et castillan[3].
- Rainette et Rossignol, Éditions Flammarion, en 1998[4]

Parallèlement, Dany Laurent mettait en scène des pièces de théâtre pour enfants, où il lui arrivait de participer en tant qu'actrice :
- Bidule au pays de la Lune
- Les révoltés de l'an 3000
- Une clarinette pour Pierrot
- Western Saloon
- Où vas-tu Basile ?

Elle a joué dans des pièces de théâtre (Pudeur et Outrage d'Alan Rosset, Peau d'âne, d’après Charles Perrault, L'école des femmes de Molière, Grasse matinée de René de Obaldia), et au cinéma (Blockhaus de Julien Sibre, Là-haut sur la montagne de Sylvie Moreaux).
- 1985 : De l'autre côté de la route de Clément Koch, mise en scène Didier Caron, Théâtre Michel. (et tournée en 2016)
- 1985 : L'Éternel Mari d'après Fiodor Dostoïevski, mise en scène Jacques Mauclair, Théâtre du Marais

Sa carrière d'auteur est récompensée par trois Molières pour la pièce « ...Comme en 14 ! » : Molières 2004 :
- Meilleur spectacle du théâtre public
- Révélation théâtrale féminine
- Meilleur spectacle de création française

Autres œuvres théâtrales représentées :
- Macolette (1993)
- Avis de tempête (2004)[6] au Théâtre des Variétés. (adaptée dans plusieurs pays d'Europe).
- Les vacances de Josepha (2007)[7] au Théâtre Rive-Gauche. (adapté en Italien).
- Sens dessus-dessous (2020) de Didier Caron.

## Doublage

### Cinéma
- 1988 : Big : Mme Baskin (Mercedes Ruehl)
- 1988 : Le Cauchemar de Freddy : Debbie Stevens (Brooke Theiss)
- 1993 : Made in America : Stacy (Jennifer Tilly)
- 1995 : Dracula, mort et heureux de l'être : Essie (Megan Cavanagh)
- 1995 : Rasé de près : Gwendolene Culdebelier
- 1996 : Emma, l'entremetteuse : Miss Bates (Sophie Thompson)

### Télévision
- Debra Jo Rupp dans :
  - That '70s Show (1998-2006) : Kitty Forman (200 épisodes)
  - That '90s Show (depuis 2023) : Kitty Forman

- 1994-1998 : Ellen : Lois Morgan (Alice Hirson) (28 épisodes)
- 2012-2017 : Girls : Loreen Horvath (Becky Ann Baker) (20 épisodes)